# Alyssum aureum
Alyssum aureum är en korsblommig växtart som först beskrevs av Edward Fenzl, och fick sitt nu gällande namn av Pierre Edmond Boissier. Alyssum aureum ingår i släktet stenörter, och familjen korsblommiga växter. Inga underarter finns listade i Catalogue of Life.